# Dion and the Belmonts
Dion and the Belmonts waren eine US-amerikanische Popmusik-Gruppe aus den späten 1950er Jahren, die den Doo-Wop-Stil prägten. Ihre größten Erfolge waren A Teenager in Love, Where or When und I Wonder Why.

## Geschichte
Der Sänger Dion DiMucci und die Begleitband The Belmonts (Besetzung: Angelo D’Aleo (Tenor), Fred Milano (Tenor) und Carlo Mastrangelo (Bariton)), die sich bereits aus Schulzeiten kannten, taten sich 1957 für zwei Jahre unter dem Namen Dion and the Belmonts zusammen.
Dion and the Belmonts nahmen an der Winter Dance Party Tour im Frühjahr 1959 zusammen mit Buddy Holly, Ritchie Valens und Big Bopper teil, die alle drei bei einem tragischen Flugzeugabsturz in der Nähe von Mason City während der Tour ums Leben kamen. Dion DiMucci ist somit einer der letzten Zeitzeugen, der über die Geschehnisse während der Tour berichten kann.
Ihre Mischung aus Doo-Wop und R&B brachte sie schnell in die Hitparaden: Schon ihre erste Single – gleichzeitig die erste Single des 1958 gegründeten Schallplattenlabels Laurie Records – I Wonder Why erreichte Platz 22. Nach den folgenden No One Knows (#19, geschrieben von Ernie Maresca) und Don't Pity Me (#40) kam dann ihr größter Hit A Teenager in Love (#5 1959). Where or When (#3 1960) und When You Wish upon a Star festigten ihre Popularität. 1959 wurde Angelo D'Aleo zur Marine eingezogen, was gemeinsame Auftritte und die Arbeit im Aufnahmestudio erschwerte. 1960 trennte sich Dion von den Belmonts aufgrund musikalischer Differenzen. Während die Belmonts sanfte Harmonien bevorzugten, fühlte sich Dion mehr zum Rock ’n’ Roll berufen.
Ab 1960 versuchte sich Dion als Solokünstler und hatte fünf aufeinanderfolgende Top-Ten-Hits, wie z. B. Runaround Sue und The Wanderer. Auch die Belmonts nahmen über die Jahre weitere Lieder für verschiedene Label auf, aber die großen Erfolge blieben ihnen versagt. 1961 schaffte es Tell Me Why bis auf Platz 18 der US-Charts und 1962 Come On Little Angel bis auf Platz 28.
Dion and the Belmonts fanden sich für einige Aufnahmen 1967 wieder zusammen, die als Album unter dem Titel Together Again veröffentlicht wurden. Die beiden Single-Auskopplungen Mr. Movin' Man und Berimbau waren nicht erfolgreich. 1972 kam es zu einer einmaligen musikalischen Wiedervereinigung mit den Belmonts im New Yorker Madison Square Garden. Ausschnitte des Konzerts sind 1973 auf der LP Reunion erschienen.

## Diskografie

### Singles (Auswahl)
- Santa Margherita / Teen-Age Clementine (1957) – The Belmonts
- Tag Along / We Went Away (1958)
- I Wonder Why (1958)
- No One Knows (1958)
- A Teenager In Love (1959)
- Where Or When (1960)
- When You Wish Upon A Star (1960)
- In The Still Of The Night (1960)
- Tell Me Why (1961) – The Belmonts
- Don't Get Around Much Anymore (1961) – The Belmonts
- I Need Someone (1961) – The Belmonts
- Come On Little Angel (1962) – The Belmonts
- Diddle-Dee-Dum (1962) – The Belmonts
- Ann-Marie (1963) – The Belmonts
- Mairzy Doats (196?) – Carlo
- Five Minutes More (196?) – Carlo
- Ring-A-Ling (1964) – Carlo
- Mr. Movin' Man (1967)
- Berimbau (1967)

### Alben
- Presenting Dion and the Belmonts (1959)
- Wish Upon A Star with Dion and the Belmonts (1960)
- Together Again (1967)
- Summer Love (1969) – The Belmonts
- Cigars, Acappella, Candy (1972) – The Belmonts
- Reunion (1973)